# 分析
分析（英語：Analysis，源自古希臘語 ἀνάλυσις）是將複雜的主題或內容分解成更小的部分以便更好地理解它的過程。 自亞里士多德（約公元4世紀）之前，該技術就已應用於數學和邏輯研究，儘管作為形式概念的分析是一個相對較新的發展。
作為一個正式的概念，該方法被不同地歸因於海什木、勒內·笛卡爾（《談談方法》）和伽利略·伽利萊。 它也被歸因於艾薩克·牛頓，以一種實用的物理發現方法的形式（他沒有予以命名）。
分析是一種系統性的調查，其中被檢查的對象被分解為其組成部分（元素）。 這些元素根據標準進行記錄，然後進行分類、檢查和評估。 特別是，人們著眼於元素之間的關係和影響（通常相互依賴）。
與分析（“分解為單個組件”）含義相反的詞彙是綜合（“將元素組合成一個系統”）。